# Malciwśke
Malciwśke (ukr. Мальцівське) – wieś na Ukrainie, w obwodzie charkowskim, w rejonie łozowskim, w hromadzie Łozowa. W 2001 liczyła 305 mieszkańców, wśród których 298 wskazało jako ojczysty język ukraiński, a 7 rosyjski.